# Łoziwśkyj
Łoziwśkyj (ukr. Лозівський) – osiedle typu miejskiego na Ukrainie, w obwodzie ługańskim, w faktycznie niefunkcjącym rejonie ałczewskim, od 2014 pod kontrolą marionetkowej, zależnej od Rosji Ługańskiej Republiki Ludowej. W 2001 liczyło 6203 mieszkańców.